# Dieter Strozniak
Dieter Strozniak (* 14. Januar 1955 in Halle (Saale)) ist ein ehemaliger deutscher Fußballspieler und -trainer. In der höchsten Spielklasse des DDR-Fußballs, der Oberliga, spielte er für HFC Chemie aktiv war. Von 2001 bis 2016 war der frühere DDR-A-Nationalspieler beim Halleschen FC als Teammanager tätig.

## Sportliche Laufbahn

### Gemeinschafts- und Clubstationen
Strozniak schloss sich im Jahr 1968 der Nachwuchsabteilung des HFC Chemie, bei dem ihm der Sprung in den überregionalen Männerfußball der DDR gelang und dem die Defensivkraft bis März 1986 als Spieler angehörte. Der Auswahlspieler gehörte über viele Jahre zur Stammformation des HFC, für den er insgesamt 310 Ligaspiele bestritt und 25 Tore erzielte. In der Oberliga gelangen ihm 18 Treffer in 245 Erstligapartien, in der zweitklassigen Liga waren sieben Torerfolge in 65 Begegnungen. Nachdem der HFC als Vorjahresabsteiger den direkten Wiederaufstieg verpasst hatte, wechselte der Ingenieur-Ökonom im Laufe der Saison 1985/86, genauer Ende März 1986, innerhalb der Ligastaffel B zum Konkurrenten BSG Chemie Buna Schkopau. Dort zählte er in knapp viereinhalb Jahren im ostdeutschen Unterhaus zu den Stammkräften des früheren Oberligisten. Im letzten eigenständigen Spieljahr im ostdeutschen Fußball, der Saison 1990/91, spielte er beim Buna-Schkopau-Nachfolger SV Merseburg 99 in der drittklassigen, gerade wieder eingeführten Landesliga Sachsen-Anhalt, bevor es ihn im Sommer 1991 nach dem Meistertitel mit den Merseburgern zur 2. Mannschaft seines langjährigen Clubs nach Halle zurückzog, die er teilweise auch Spielertrainer betreute.

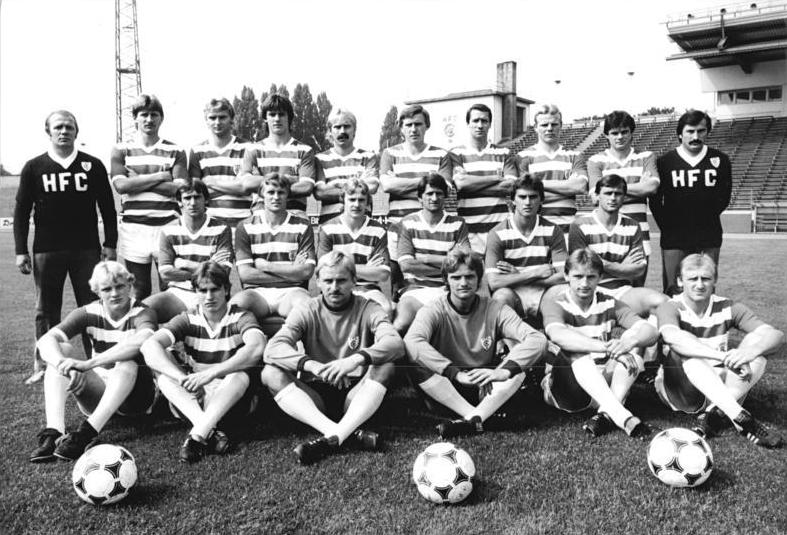
Dieter Strozniak im Sommer 1983 im HFC-Chemie-Trikot (mittlere Reihe, Zweiter von links)

Im Sommer 1994 kehrte Strozniak als fast 40-Jähriger kurzzeitig als Spieler der 1. Mannschaft der Hallenser zurück: Aufgrund eines personellen Engpasses ließ er sich dazu überreden, das DFB-Pokalspiel des HFC gegen den Erstligisten Bayer Uerdingen zu bestreiten. Zusätzlich absolvierte er in der viertklassigen Oberliga Nordost im Spieljahr 1994/95 zwölf Punktspiele für die Elf aus dem Kurt-Wabbel-Stadion. Den Abstieg des HFC in die Fünftklassigkeit konnte der Routinier mit seinen deutlich jüngeren Teamkameraden aber nicht verhindern.

### Auswahleinsätze
Durch gute Leistungen in der Juniorenoberligamannschaft des HFC konnte sich der Abwehrspieler den Auswahlverantwortlichen des DFV anbieten. An der Seite von unter anderem Eckhardt Kreutzer und Hans-Jürgen Riediger aus dem Jahrgang 1954/55 absolvierte Strozniak im Herbst 1972 drei Partien für die U-18 der DDR. Beim UEFA-Juniorenturnier, der inoffiziellen Europameisterschaft dieser Altersklasse, im Frühjahr 1973 in Italien zählte er aber nicht zum Kader der ostdeutschen Auswahl.
In der U-23-Nationalelf wurde er in der ersten Jahreshälfte 1976 dreimal aufgeboten. Diese Spiele gegen Rumänien, die ČSSR und Polen waren zugleich die letzten Auftritte dieses Teams, da die bereits 1972 initiierte U-21 nunmehr allein als sogenannte Nachwuchsauswahl im Übergang zwischen Juniorenbereich und Männerfußball Spielpraxis bot und an der kontinentalen Meisterschaft dieser Altersklasse seit dem Wettbewerb 1976/78 teilnahm. In der ostdeutschen U-21 kam der Defensivspieler zwischen 1974 und 1976 in fünf Begegnungen zum Einsatz. Im Jahresverlauf 1976 wurde Strozniak ebenfalls in zwei Spielen der B-Nationalmannschaft eingesetzt. Gegen die Zweitvertretungen Ungarns und Bulgariens konnte der damals 21-jahre alte Oberligaakteur weitere internationalen Erfahrung sammeln.
Beim Neuaufbau der Olympiamannschaft, die als Titelverteidiger der Spiele von Montreal für das Fußballturnier in Moskau nicht in die Qualifikation musste, war der HFC-Chemie-Verteidiger im Jahr 1979 zunächst einer der Stammkräfte. Auch im Folgejahr kam Strozniak noch zu Einsätzen in Testspielen dieses Teams, selbst in der letzten offiziellen Begegnung vor Turnierbeginn am 7. Mai 1980 gegen den Olympiagastgeber Sowjetunion in Rostock (2:2), die in den Annalen des DFV zusätzlich ebenso als A-Länderspiel gewertet wird. Zum 17-köpfigen Kader des späteren Silbermedaillengewinners von Trainer Rudolf Krause gehörte er aber dann nicht.
Auf internationaler Ebene bestritt Strozniak zwischen 1980, das oben erwähnte Spiel der Olympiaelf im Ostseestadion war sein Debüt, und 1982 auch sechs A-Länderspiele für die DDR-Nationalelf. Zwei dieser sechs Partien wurden im Rahmen der Ausscheidung für die Weltmeisterschaft 1982 in Spanien ausgetragen, für die sich die DDR aber nicht qualifizieren konnte.

## Berufliche Laufbahn
Strozniak gehörte lange Jahre dem Betreuerstab des HFC an, vorrangig in der Funktion des Teammanagers, mitunter aber auch in leitender Trainerposition: So übernahm er im April 2002 nach der Entlassung von Reinhard Häfner für die verbleibenden Oberligaspiele das Traineramt. Ein weiteres kurzes Intermezzo als Trainer gab es für zwei Spiele im März 2004 als Nachfolger von Dirk Mankowski. Beginnend unter Sven Köhler war er ab der Saison 2007/08 beim HFC mehrere Jahre als Co-Trainer tätig.